# Delphyre klagesi
Delphyre klagesi là một loài bướm đêm thuộc phân họ Arctiinae, họ Erebidae.